# Sílvia Vidal i Martí
Sílvia Vidal i Martí (Barcelona, 17 de desembre de 1970) es una muntanyenca i alpinista catalana.
Els seus inicis a la muntanya foren el 1992 a través d'un Raiverd, un raid d'aventura (o competició multidisciplinar d'esports d'aventura) que es fa als Països Catalans.
Llicenciada per l'INEF va començar a impartir classes d'educació física, però de seguida es va adonar que el que realment l'omplia era l'escalada, de la qual s'ha acabat convertint en una destacada especialista, tant en la modalitat d'artificial com en l'obertura de grans parets ("big wall") en solitari. Sovint ha enfrontat les ascensions en solitari, fins i tot en estades prolongades, sigui en camp base o fent bivacs a la mateixa via d'escalada, i sense fer ús de sistemes de comunicació externs com ara mòbils, o aparells amb connexió a internet o telefònica.
Ha realitzat la seva activitat esportiva a Catalunya i arreu del món, per exemple a les clàssiques de Montserrat, Roca Regina, el Congost de Mont-rebei, Vilanova de Meià, Terradets, Pedraforca, o els Picos de Europa. A Montserrat destaquen la realització de les vies “Mirall Impenetrable” (A5) i “Vudú” (A4+) a la paret de l'Aeri, o la “Silenci” (A5/6B) a la paret d'Ecos. Les activitats de més ressò s'han concentrat, però, a l'Himàlaia i a Amèrica tant del nord com del sud.
A 2024, resideix a l'Eixample de Barcelona quan no és d'expedició.

## Vies Importants
Als seus inicis va començar a escalar amb Pep Massip, amb qui feu les primeres escalades i en va aprendre molt sobre maniobres amb els estris que s'usen en l'escalada extrema en solitari.
- Repetició de Mirall Impenetrable (A5), Montserrat, Catalunya, amb Pep Massip i Pere Vilarasau. 1995
- Repetició de Vudú (A4+), Montserrat, Catalunya, amb Pep Massip i Pere Vilarasau. 1995
- Repetició de Principado de Asturias (A4), Picu Uriellu, Astúries, en solitari (Guardonada amb el Piolet d'or). 1996
- Obertura de Sargantana (560 m, A4) al Porcelain Wall de Yosemite, amb Pep Massip, 1997.
- 1a repetició (i 1a ascensió fins al cim) d'Incontinència d’inconsciència (340 m, A5) a la paret de Catalunya de Mont-rebei, amb Pep Massip i Miquel Puigdomènech, 1997.
- Obertura de Ganyips (540 m; A3, 6a) al Brakk Zang (4.800 m), al Karakoram, amb Pep Massip, 1998.
- Obertura de Tramuntana (A4+/7a+), Picu Uriellu, Astúries, amb Pep Massip. 1998
- Obertura de Sol Solet (1.650 m, VII 6C+, A5, 60º), Amin Brakk (5.850 m), Pakistan, amb Miquel Puigdomènech i Pep Massip. 1999
- Obertura de Veus del desert (400 m; A4+, 6b+) a la Main de Fatma, a Mali, amb P. Massip, 1999.
- Repetició en solitari de Wyoming sheep ranch (A4) al Capitán, 2000.
- Obertura de Sangtraït (1.150 m, A4, 6b+, 60º) al Turnweather Peak, a Baffin, amb Frank Van Herreweghe. 2001
- 1a repetició de Silenci (185 m; A5, 6b+) a la paret dels Ecos de Montserrat, amb Eloi Callado. 2003
- Obertura de Mai blau (890 m; A3+, 6b, 70º) a la Neverseen Tower, a l’Himàlaia, Índia, amb Eloi Callado. 2004
- Obertura en solitari de Set d'espases (480 m, A4) al Castle Peak (5.000 m), a l'Himàlaia, Índia. 2005
- Repetició de Cara oest del Picu Urriellu per la via Sueños de invierno (500 m, A4+), amb Óscar Cacho. 2006
- Obertura en solitari de Life is Lilac (870m, A4+ 6a), Shipton Spire (5.300 m), Karakorum, Pakistan. 2007
- Obertura d'Entre boires (970 m; A3, 6a+, 80º) a la paret est del Huascarán Norte, a la Serralada Blanca, amb Youri Cappis. Final de la via a 6.150 m. 2008
- Obertura en solitari de Naufragi (1.050 m, A4+, 6a+), al Kailash Parbat, Himàlaia, Índia. 2010
- Obertura en solitari d'Espiadimonis (1.300 m; A4, 6b) a Serranía Avalancha, a la Patagònia xilena. 2012
- Obertura en solitari d'Un Pas Més (530 m, A4/A4+, 6a), a Arrigetch Peaks, Xanadu, Alaska. 2017.[7]
- Obertura de The Belgarian, amb Nico i Olivier Favresse, Sean Villanueva i Stéphane Hanssens.
- Obertura en solitari de Sincronia màgica (1.180 m; A3+, 6a+) al Cerro Chileno Grande, a la Patagònia xilena. 2020[8]

## Premis i reconeixements
Els Piolets d’Or, els premis més prestigiosos de l’alpinisme, en la seva edició de 2021, han concedit per primera vegada un reconeixement a una esportista del nostre país, amb la menció especial a Sílvia Vidal, amb la qual valoren «la gran contribució que ha fet a l'escalada en solitari durant més de dues dècades, amb les seves impressionants gestes de resistència i d’escalades dures en grans parets, sovint remotes, arreu del món. Les seves ascensions més destacades les ha aconseguit amb plena autonomia: completament sola, sense ràdio, ni mòbil, ni GPS, ni pronòstics meteorològics ni cap mena de comunicació amb l'exterior, amb sistemes manuals i minimalistes quan necessita perforar la roca per assegurar-se». El 1999, amb l’obertura de Sol Solet al Karakoram, ja havia estat mereixedora d’una nominació a aquests premis.